# 16062 Банчер
16062 Банчер (16062 Buncher) — астероїд головного поясу, відкритий 14 липня 1999 року.
Тіссеранів параметр щодо Юпітера — 3,574.